# Jonny Martínez
Jonny Martínez ist ein venezolanischer Poolbillardspieler.

## Karriere
Im August 2008 gelang Jonny Martinez bei der Panamerikameisterschaft erstmals der Einzug ins Finale, in dem er dem Chilenen Alejandro Carvajal unterlag. 2011 erreichte er das Finale im 9-Ball und verlor dieses gegen den Peruaner Christopher Tevez. Im Juni 2012 nahm Martinez erstmals an der 9-Ball-Weltmeisterschaft und erreichte dort das Sechzehntelfinale, in dem er mit 7:11 gegen den Deutschen Ralf Souquet ausschied. Bei der Panamerikameisterschaft 2014 gewann er im 9-Ball die Bronzemedaille. Im Januar 2016 erreichte er beim 9-Ball-Wettbewerb des Derby City Classics den 29. Platz.